# Let Her Go
Singles de Passenger
The Wrong Direction
(2012) Holes
(2013)
Let Her Go (littéralement en français Laisse-la partir) est une chanson de Passenger sortie en juillet 2012. La chanson est extraite de l'album All the Little Lights (2012). Sur YouTube, son clip vidéo a dépassé les 3.4 milliards de vues.

## Classements hebdomadaire
| Classements(2012–13)                    | Meilleure position |
| --------------------------------------- | ------------------ |
| Australie (ARIA)                        | 1                  |
| Autriche (Ö3 Austria Top 40)            | 1                  |
| Belgique (Flandre Ultratop 50 Singles)  | 1                  |
| Belgique (Wallonie Ultratop 50 Singles) | 11                 |
| Canada (Hot 100)                        | 9                  |
| Tchéquie (IFPI Rádio)                   | 1                  |
| Danemark (Tracklisten)                  | 1                  |
| Europe (Hot 100)                        | 2                  |
| Finlande (Suomen virallinen lista)      | 1                  |
| France (SNEP)                           | 6                  |
| Allemagne (Media Control AG)            | 1                  |
| Grèce (Digital Songs Billboard)         | 1                  |
| Irlande (IRMA)                          | 1                  |
| Israël (Media Forest)                   | 4                  |
| Italie (FIMI)                           | 2                  |
| Liban (Lebanese Top 20)                 | 2                  |
| Luxembourg (Digital Songs Billboard)    | 1                  |
| Malaisie (Malay Muzik Official Chart)   | 1                  |
| Nouvelle-Zélande (RMNZ)                 | 1                  |
| Pays-Bas (Nederlandse Top 40)           | 1                  |
| Norvège (VG-lista)                      | 1                  |
| Pologne (ZPAV)                          | 5                  |
| Portugal (Billboard)                    | 2                  |
| Roumanie (Top 100)                      | 1                  |
| Slovaquie (IFPI Rádio)                  | 2                  |
| Écosse (OCC)                            | 2                  |
| Espagne (PROMUSICAE)                    | 3                  |
| Suède (Sverigetopplistan)               | 1                  |
| Suisse (Schweizer Hitparade)            | 1                  |
| Royaume-Uni (UK Indie Chart)            | 1                  |
| Royaume-Uni (UK Singles Chart)          | 2                  |
| États-Unis Billboard Hot 100            | 12                 |
| États-Unis (Pop Airplay)                | 30                 |
| États-Unis (Rock Songs Billboard)       | 5                  |
| États-Unis (Adult Pop Songs)            | 7                  |
| États-Unis (Adult Contemporary)         | 24                 |

### Certifications
| Pays                     | Certifications | Ventes                     |
| ------------------------ | -------------- | -------------------------- |
| Australie (IFPI)         | 7 × Platine    | 490 000                    |
| Belgique (BEA)           | Platine        | 30 000                     |
| Canada (Music Canada)    | Platine        | 80 000                     |
| Danemark (IFPI)          | 5 × Platine    | 150 000                    |
| Espagne (Promusicae)     | Or             | 20 000                     |
| États-Unis (RIAA)        | Platine        | 1 000 000                  |
| France (SNEP)            | Or             | 100 000                    |
| Italie                   | Platine        | 30 000                     |
| Norvège (IFPI)           | 2 × Platine    | 20 000                     |
| Nouvelle-Zélande (RIANZ) | 2 × Platine    | 30 000[réf. nécessaire]    |
| Royaume-Uni (BPI)        | Platine        | 1 000 000[réf. nécessaire] |
| Suisse (IFPI)            | Platine        | 30 000                     |

## Reprises
Redhead Express reprend le titre sur son album Covers (2015).
En décembre 2022, le rappeur londonien Central Cee reprend le tube Let her go de Passenger, dans la chanson Let Go,,.